# Liste der Baudenkmäler in Neustadt an der Donau
Auf dieser Seite sind die Baudenkmäler in der niederbayerischen Stadt Neustadt an der Donau zusammengestellt. Diese Tabelle ist eine Teilliste der Liste der Baudenkmäler in Bayern. Grundlage ist die Bayerische Denkmalliste, die auf Basis des Bayerischen Denkmalschutzgesetzes vom 1. Oktober 1973 erstmals erstellt wurde und seither durch das Bayerische Landesamt für Denkmalpflege geführt wird. Die folgenden Angaben ersetzen nicht die rechtsverbindliche Auskunft der Denkmalschutzbehörde.

## Ensembles

### Ensemble Altstadt Neustadt an der Donau

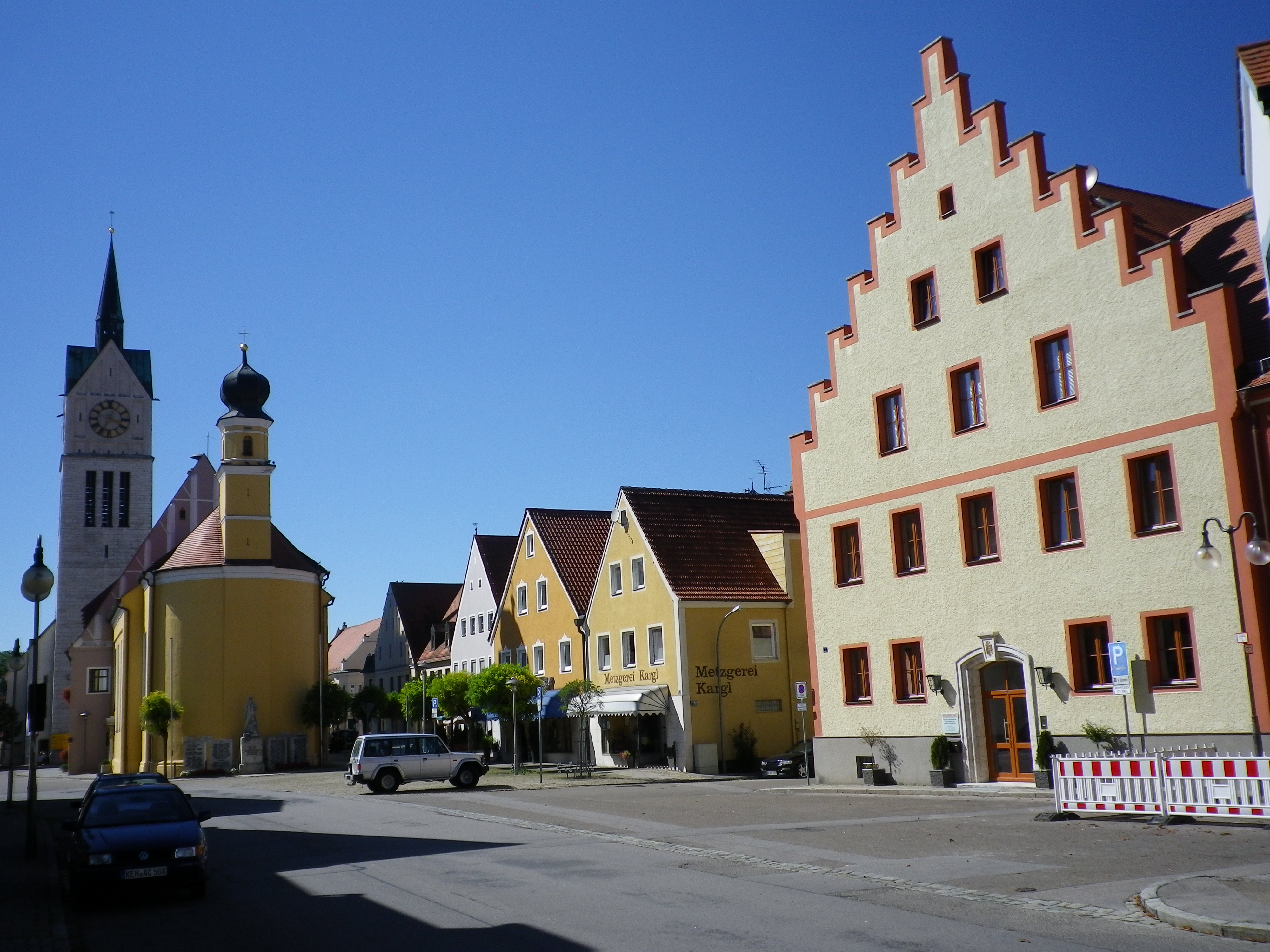
Altstadt

Das Ensemble umfasst die spätestens 1273 am rechten Donauufer zwischen Ingolstadt und Kelheim durch Herzog Ludwig II. von Bayern zur Sicherung des Verkehrs auf dem Strom und der Donautalstraße gegründete Stadt Neustadt. Der Name der neuen Siedlung, in den Quellen Nova Civitas genannt, setzt nach allem, was man über die wittelsbachische Städtepolitik dieser Zeit weiß, eine Altsiedlung und die Verlegung bestimmter Funktionen einer solchen Siedlung voraus. Die Forschung hat den in den frühen Quellen der Stadtgeschichte überlieferten zweiten Namen von Neustadt, Seligenstadt, mit dem östlich gegen Abensberg gelegenen Kirchort Heiligenstadt in Verbindung gebracht. Ein dritter früher, mit Neustadt bedeutungsgleicher Name, Trephenau, gehört zu einem älteren Adelssitz, der unmittelbar östlich der Stadt in einem Burgstall noch vage erkennbar ist. Eine dörfliche Siedlung, die vielleicht dazugehörte, könnte in der Neusiedlung aufgegangen sein. 
Der Stadtgrundriss hat quadratische Form, die Seitenlängen betragen je 300 Meter. Die Anlage wird, entsprechend dem nur wenig größeren Kelheimer Vorbild, durch die nord-südlich verlaufende, straßenmarktähnlich erweiterte und ehemals durch das Donau- und das Ingolstädter Tor abgeriegelte Durchgangsstraße in zwei fast gleiche Hälften geteilt, die Mitte der Achse wird senkrecht durch einen breiteren platzartigen Straßenzug gekreuzt, dem Standort von Kirche und Rathaus, die von Westen und Osten an den Schnittpunkt heranrücken und an dieser Stelle eine absolute städtebauliche Dominante bilden. Dabei übernimmt der Kirchturm, ein Ostturm, auch die Funktion eines Stadtturms in den Fluchten der Hauptachsen. Der Ostteil der Querachse, begrenzt vom spätgotischen Rathaus des 15. Jahrhunderts mit der zugeordneten Annakapelle und bis zum 19. Jahrhundert vom Abensberger Tor, ist der eigentliche Marktplatz (Stadtplatz), der Westteil, mehr ein Kirchplatz, wird beherrscht von St. Lorenz, einer spätgotischen Halle, der ein Bau des 13. Jahrhunderts vorausging. Michaelskapelle, Friedhof und Pfarrhof verstärken die Wesensart dieses Bereichs. 

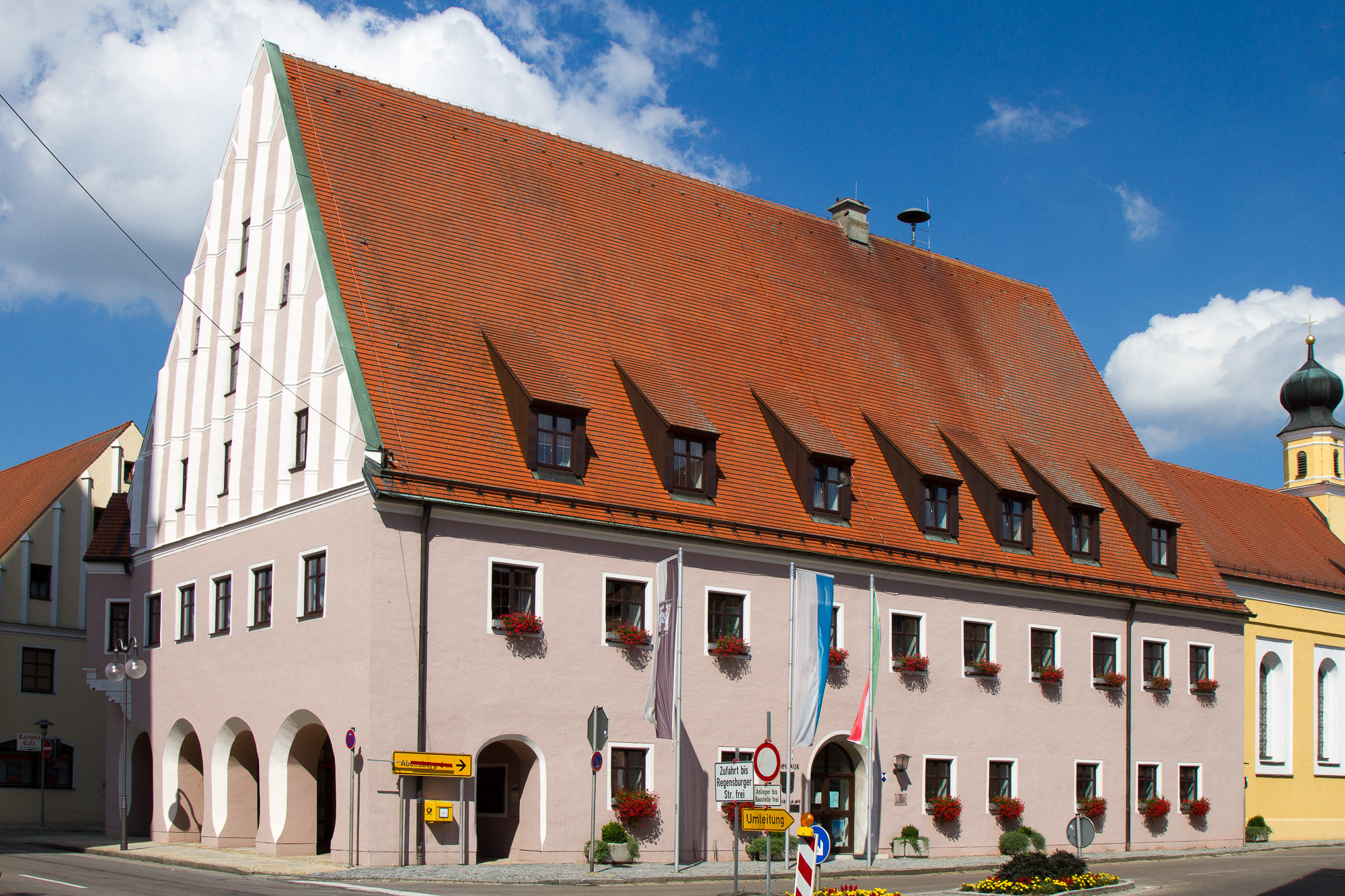
Rathaus

Spätestens 1363 war die Stadt mit Mauern, Türmen und den drei Toren befestigt. Die Westseite, vor der sich lediglich Auwiesen erstreckten, blieb ohne Tor, und in dem vom Verkehr wenig berührten Westteil des Achsenkreuzes wurden deswegen auch die kirchlichen Einrichtungen konzentriert. Die beiden Hauptstraßenachsen sind überwiegend durch zweigeschossige Giebelhäuser bebaut. Es handelt sich fast ausschließlich um Putzbauten, entstanden als Handwerker- und Ackerbürgerhäuser im 17./18. Jahrhundert, häufig im 19. Jahrhundert ausgebaut. Der Wiederaufbau nach den Zerstörungen von 1945 entspricht weitgehend dem historischen Erscheinungsbild der Vorgängerbauten. Die erhaltenen Treppen- und Schweifgiebel, an denen Neustadt bis 1945 reich war, sind für die Straßen- und Platzbilder von besonderer Bedeutung. 
In den Nebengassen, welche die vier Stadtviertel meist regelmäßig in Rippenform aufschließen, ist die Bebauung in Höhe und Dichte zurückgestuft; erdgeschossige Satteldachbauten, umgeben von kleinen Hausgärten, herrschen vor. In der Löwengrube dokumentiert der unregelmäßige Grundriss dieses Bereichs wahrscheinlich einen alten Siedlungskern der Zeit vor der Gründung der Stadt. In den Gässchen Am Rundturm, Im Krähwinkel, Krebsturmgasse und Lugausgasse haben sich in Verbindung mit Teilen der ehemaligen, Ende 14. Jahrhundert vollendeten Stadtbefestigung historische Kleinhausbebauungen erhalten, die zum Teil malerischen Charakter tragen. Die Graben- und Wallanlagen und die erhaltenen Türme und Mauern der ehemaligen Stadtbefestigung umgrenzen den historischen Stadtraum anschaulich und setzen ihn von seiner ländlichen oder vorstädtischen Umgebung ab. Die Wälle sind größtenteils um 1895 mit Alleen bepflanzt worden.
Aktennummer: E-2-73-152-1

## Baudenkmäler nach Gemeindeteilen

### Neustadt
| Lage                                                                      | Objekt                                                                | Beschreibung | Akten-Nr.     | Bild                                                                  |
| ------------------------------------------------------------------------- | --------------------------------------------------------------------- | --- | ------------- | --------------------------------------------------------------------- |
| Albrecht-Rindsmaul-Straße 6 (Standort)                                    | Pfarrhaus                                                             | Zweigeschossiger Krüppelwalmbau mit spitzbogigem Portal, segmentbogige Blendbögen zur nördlichen Giebelseite, zweigeschossige Auslucht mit Satteldach nach Norden, wohl zweite Hälfte 15. Jahrhundert, nach 1945 erneuert | D-2-73-152-2  | weitere Bilder                                                        |
| Am Rundturm 7 (Standort)                                                  | Sogenannter Rundturm                                                  | Wehrturm der Stadtbefestigung in der Nordostecke, 14./15. Jahrhundert | D-2-73-152-18 | Sogenannter Rundturm                                                  |
| Am Volksfestplatz (auf dem ehemaligen Stadtwall beim Rundturm) (Standort) | Gartenpavillon                                                        | Kleiner Mansarddachbau über rechteckigem Grundriss mit Eckpilastrierungen, Ende 18. Jahrhundert | D-2-73-152-4  | Gartenpavillon                                                        |
| Am Westhang (Standort)                                                    | Graben- und Wallanlagen der Stadtbefestigung                          | 14./15. Jahrhundert; Kastanienallee auf dem Wall, angelegt um 1895 | D-2-73-152-19 | Graben- und Wallanlagen der Stadtbefestigung                          |
| Bahnhofstraße 25 (Standort)                                               | Ehemalige Siechenhauskapelle St. Nikolaus                             | Seit 1802 Friedhofskapelle, dreiseitig geschlossener Saalbau mit Satteldach, mit Maßwerkfenstern, bezeichnet „1412“, dachreiterartiger Chorturm mit Zwiebelhaube, 17./18. Jahrhundert; mit Ausstattung | D-2-73-152-7  | weitere Bilder                                                        |
| Herzog-Ludwig-Straße 9 (Standort)                                         | Gasthaus Amtmann                                                      | Zweigeschossiger Satteldachbau, im Kern 17./18. Jahrhundert, historisierende Schweifgiebelfassade in Formen der Deutschen Renaissance, um 1920/30 | D-2-73-152-8  | weitere Bilder                                                        |
| Herzog-Ludwig-Straße 17 (am sogenannten Mauthaus) (Standort)              | Heiligenbildnische mit Stuckrahmung                                   | In der Rundbogennische Muttergottesfigur, mit üppiger Blattwerkrahmung, darunter zwei schräggestellte Wappen, Ende 17. Jahrhundert | D-2-73-152-11 | weitere Bilder                                                        |
| Julius-Sax-Straße (Standort)                                              | Graben- und Wallanlagen der Stadtbefestigung                          | 14./15. Jahrhundert; Kastanienallee auf dem Wall, angelegt um 1895 | D-2-73-152-19 | Graben- und Wallanlagen der Stadtbefestigung                          |
| Kirchplatz 5 ()                                                           | Wohnhaus                                                              | Zweigeschossiger traufständiger Satteldachbau mit neugotischem Zinnengiebel und Segmentbogenfenstern, Ende 19. Jahrhundert, im Kern älter | D-2-73-152-13 | Wohnhaus                                                              |
| Kirchplatz 6 (Standort)                                                   | Katholische Stadtpfarrkirche St. Laurentius                           | Dreischiffige Hallenkirche mit Satteldach, eingezogener Kastenchor mit Chorturm, spätes 15. Jahrhundert, nach Zerstörung 1947–1949 weitgehend rekonstruiert und nach Osten erweitert, Turm modern; mit Ausstattung | D-2-73-152-14 | weitere Bilder                                                        |
| Krähwinkel 8 (Standort)                                                   | Sogenannter Weegturm, Turm der ehemaligen Stadtbefestigung            | Ende 14. Jahrhundert, um 1850 in Wohnhausneubau integriert | D-2-73-152-18 | BW                                                                    |
| Krebsturmgasse 8 (Standort)                                               | Krebsturm, Wehrturm der Stadtbefestigung an der Westseite             | 14./15. Jahrhundert | D-2-73-152-18 | Krebsturm, Wehrturm der Stadtbefestigung an der Westseite             |
| Löwengrube ()                                                             | Teilstück der östlichen Stadtmauer                                    | 14./15. Jahrhundert | D-2-73-152-18 | Teilstück der östlichen Stadtmauer                                    |
| Löwengrube 11 (Standort)                                                  | Sogenannter Lugausturm, Wehrturm der Stadtbefestigung an der Südseite | 14./15. Jahrhundert | D-2-73-152-18 | Sogenannter Lugausturm, Wehrturm der Stadtbefestigung an der Südseite |
| Regensburger Straße (Standort)                                            | Bildstock                                                             | Kastenform mit Schweifgiebel, reliefiert und mit seitlichen Inschriften, Darstellung der Muttergottes zur Vorderseite, rückwärtig Kruzifix, bezeichnet 1759, auf neuem Sockel | D-2-73-152-23 | Bildstock                                                             |
| Rentamtstraße 6, 8, 10 (Standort)                                         | Zugehörige Teilstücke der Stadtmauer                                  | 14./15. Jahrhundert | D-2-73-152-18 | BW                                                                    |
| Reußstraße (Standort)                                                     | Graben- und Wallanlagen der Stadtbefestigung                          | 14./15. Jahrhundert Kastanienallee auf dem Wall, angelegt um 1895 | D-2-73-152-19 | Graben- und Wallanlagen der Stadtbefestigung                          |
| Stadtplatz 1 (Standort)                                                   | Rathaus                                                               | Stattlicher zweigeschossiger Steilsatteldachbau, Westteil mit Laubengang, eingeschossiger Eckerker nach Nordwest, Ratssaal mit Balkendecke, spätgotisch, Ende 15. Jahrhundert, weitgehend erneuert 1978; mit historischer Ausstattung | D-2-73-152-20 | weitere Bilder                                                        |
| Stadtplatz 2, Stadtplatz (Standort)                                       | St.-Anna-Kapelle                                                      | Saalbau mit Satteldach und leicht eingezogenem, halbrund geschlossenem Chor, dachreiterartiger Chorturm mit Zwiebelhaube, 1715; mit Ausstattung Kriegerdenkmal für die Gefallenen beider Weltkriege, Darstellung eines Soldaten des Ersten Weltkriegs mit Handgranate und Mörser, auf Postament mit Sockel, 1920er Jahre, flankiert von Standtafeln in segmentbogiger Anordnung mit Gefallenen des Zweiten Weltkriegs, wohl 1950er Jahre | D-2-73-152-21 | weitere Bilder                                                        |
| Stadtplatz 12 (Standort)                                                  | Wohn- und Geschäftshaus                                               | Zweigeschossiger Satteldachbau mit traufständigem Gebäudeteil nach Osten, im Kern wohl 17. Jahrhundert, Fassade klassizisierend, um 1900 | D-2-73-152-22 | Wohn- und Geschäftshaus                                               |
| Zur Veste (Standort)                                                      | Fußgängersteg über den Stadtgraben                                    | genietete Eisenkonstruktion aus H-Trägern, Winkel- und Flacheisen, Auflager aus Granit, nach 1864 | D-2-73-152-73 | BW                                                                    |

### Arresting
| Lage                               | Objekt                          | Beschreibung | Akten-Nr.     | Bild           |
| ---------------------------------- | ------------------------------- | --- | ------------- | -------------- |
| Sankt-Wolfgang-Straße 2 (Standort) | Katholische Kirche St. Wolfgang | Saalkirche mit Satteldach und eingezogenem Rechteckchor, mächtiger Chorturm mit Steildach und Stufengiebeln, wohl 2. Hälfte 13. Jahrhundert, Turmaufbau und Langhauserweiterung Ende 16./Anfang 17. Jahrhundert; mit Ausstattung Karner, kleiner Satteldachbau mit rundbogigen Öffnungen, 16. Jahrhundert Friedhofsmauer, 16./17. Jahrhundert | D-2-73-152-24 | weitere Bilder |

### Bad Gögging
| Lage                             | Objekt                              | Beschreibung | Akten-Nr.     | Bild           |
| -------------------------------- | ----------------------------------- | --- | ------------- | -------------- |
| Am Gries (im Kurpark) (Standort) | Gartenskulptur                      | Unregelmäßiger dreiseitiger Reliefstein mit Szenen, die wohl Verwendungsmöglichkeiten der Heilquelle zeigen, bezeichnet mit „1959“ | D-2-73-152-26 | Gartenskulptur |
| Trajansstraße 8 (Standort)       | Alte katholische Kirche St. Andreas | Jetzt profaniert, Saalkirche mit Satteldach und eingezogenem Rechteckchor, gedrungener Chorturm mit Steildach, Langhaus und Turmuntergeschoss in unregelmäßigem Quadermauerwerk, Turmobergeschosse Bruchstein, romanisch, um 1200, im 18. Jahrhundert barockisiert; mit Ausstattung Bedeutendes skulpiertes Nordportal | D-2-73-152-25 | weitere Bilder |

### Deisenhofen
| Lage                     | Objekt          | Beschreibung | Akten-Nr.     | Bild    |
| ------------------------ | --------------- | --- | ------------- | ------- |
| Deisenhofen 1 (Standort) | Gutshof         | Große geschlossene Vierseitanlage: Gutshaus, zweigeschossiger Walmdachbau, Stirnseite mit Putzstreifengliederung, klassizistisch, 1816; Wirtschaftsgebäude, U-förmig angeordnete zweigeschossige Flügelbauten mit Walmdächern, Ostflügel mit Aufzugsgaube, 1816; Hoftor, mit segmentbogiger Einfahrt, 19. Jahrhundert | D-2-73-152-27 | Gutshof |
| Deisenhofen 3 (Standort) | Ehemalige Mühle | Zweigeschossiger Walmdachbau mit Putzstreifengesims, 18./Anfang 19. Jahrhundert | D-2-73-152-28 | BW      |

### Eining
| Lage                                      | Objekt                                | Beschreibung | Akten-Nr.     | Bild           |
| ----------------------------------------- | ------------------------------------- | --- | ------------- | -------------- |
| Abusinastraße (Standort)                  | Wegkapelle                            | Kleiner Satteldachbau mit eingezogener halbrunder Apsis und offener Vorhalle, Rundbogenstil, um Mitte 19. Jahrhundert | D-2-73-152-32 | Wegkapelle     |
| Abusinastraße 21 (Standort)               | Pfarrhof                              | Zweigeschossiger Satteldachbau in barockisierenden Formen, mit mächtigen Traufgesimsen und Eckrustizierungen im Obergeschoss, konservative Moderne, 1925; Pfarrstadel, eingeschossiger Flachsatteldachbau in Jura-Bauweise, 19. Jahrhundert Pfarrgarten-Ummauerung, wohl 18./19. Jahrhundert | D-2-73-152-31 | Pfarrhof       |
| Pfarrer-Krottenthaler-Straße 1 (Standort) | Katholische Pfarrkirche St. Sebastian | Saalkirche mit Satteldach und eingezogenem, fünfseitig geschlossenem Chor, romanischer Kern, Neubau von Langhaus und Chor 1930/32 von Michael Kurz, Westturm romanisch, polygonales Obergeschoss und Glockenhaube 17./18. Jahrhundert; mit Ausstattung Seelenkapelle, Satteldachbau mit rundbogigen Öffnungen und Giebelreiter, 1930/32 Friedhofsmauer, aus unregelmäßigem Quadermauerwerk in sichtbarem Naturstein, 1930/32 | D-2-73-152-29 | weitere Bilder |

### Geibenstetten
| Lage                     | Objekt                         | Beschreibung | Akten-Nr.     | Bild           |
| ------------------------ | ------------------------------ | --- | ------------- | -------------- |
| Forststraße 1 (Standort) | Katholische Kirche St. Andreas | Saalkirche mit Steildach und eingezogener halbrunder Chorapsis, romanisch, 12. Jahrhundert, im 17. Jahrhundert barockisiert, Chorturm mit Oktogon und Zwiebelhaube von 1787; mit Ausstattung Sakristei, eingeschossig mit Schleppdach, 16./17. Jahrhundert Kirchhofmauer, wohl 18./19. Jahrhundert | D-2-73-152-33 | weitere Bilder |

### Haderfleck
| Lage                                               | Objekt                   | Beschreibung                                                 | Akten-Nr.     | Bild                     |
| -------------------------------------------------- | ------------------------ | ------------------------------------------------------------ | ------------- | ------------------------ |
| an der Straße von Hienheim nach Kelheim (Standort) | Sogenannte Hadrianssäule | Quaderförmige Stele mit Inschrift, auf Stufenpostament, 1856 | D-2-73-152-40 | Sogenannte Hadrianssäule |

### Heiligenstadt
| Lage                        | Objekt                                               | Beschreibung | Akten-Nr.     | Bild           |
| --------------------------- | ---------------------------------------------------- | --- | ------------- | -------------- |
| Heiligenstadt 10 (Standort) | Katholische Kirche St. Johann Baptist und Evangelist | Saalkirche mit Satteldach und eingezogenem, fünfseitig geschlossenem Chor, Westturm mit polygonalem Obergeschoss und Zwiebelhaube, romanisch, 12. Jahrhundert, Chor gotisch, 1457, barocker Ausbau von Langhaus und Turm im 18. Jahrhundert; mit Ausstattung Friedhofsmauer, 18./19. Jahrhundert | D-2-73-152-34 | weitere Bilder |

### Hienheim
| Lage                                               | Objekt                            | Beschreibung | Akten-Nr.     | Bild                           |
| -------------------------------------------------- | --------------------------------- | --- | ------------- | ------------------------------ |
| Kapellenweg 14 (Standort)                          | Wegkapelle                        | Satteldachbau mit offener Vorhalle und Stufengiebel, mit spitzbogigen Öffnungen und Blendarkaden, neugotisch, Ende 19. Jahrhundert | D-2-73-152-42 | Wegkapelle                     |
| Kelheimer Straße 29 (Standort)                     | Gasthaus                          | Zweieinhalbgeschossiger Flachsatteldachbau in Jura-Bauweise mit Vorschussgiebel, 17./18. Jahrhundert, zweigeschossiger traufständiger Flügelbau mit segmentbogiger Toreinfahrt, 1849 | D-2-73-152-38 | Gasthaus                       |
| Kelheimer Straße 35 (Standort)                     | Hoftor                            | Spitzbogige Form mit Schlussstein, darauf herzförmiger Wappenschild, Sandstein, bezeichnet „1600“ | D-2-73-152-37 | Hoftor                         |
| Kelheimer Straße 41 (Standort)                     | Forstamt                          | Zweieinhalbgeschossiger traufständiger Satteldachbau, mit geohrter Portalrahmung, bezeichnet „1730“ | D-2-73-152-36 | Forstamt                       |
| Sankt-Georg-Straße 2 (Standort)                    | Katholische Pfarrkirche St. Georg | Saalkirche mit Walmdach und eingezogenem Rechteckchor, wohl 12. Jahrhundert, Chorturm mit Steildach und Stufengiebeln, romanisch, Turmerhöhung und Einwölbung des Langhauses um 1600, Langhaus 1833 erweitert; mit Ausstattung Kapelle St. Sebastian, Satteldachbau mit eingezogenem, fünfseitig geschlossenem Chor, spätgotisch; mit Ausstattung Friedhofsbefestigung, an drei Seiten erhalten, ursprünglich höhere Mauern, spätmittelalterlich Kriegerdenkmal für die Gefallenen beider Weltkriege, überlängte Ädikulaform mit Pilasterrahmung, im Inneren Kruzifix, niederknieender Soldat vor Inschrifttafeln, bezeichnet „1921“ | D-2-73-152-35 | weitere Bilder                 |
| Sankt-Georg-Straße 4 (Standort)                    | Pfarrhaus                         | Zweigeschossiger Satteldachbau mit Schweifgiebel und Putzstreifengliederungen, Ende 19. Jahrhundert, im Kern älter | D-2-73-152-39 | Pfarrhaus                      |
| Am Weinberg, an der Straße nach Kelheim (Standort) | Pfahl, sogenannte Eiserne Hand    | Runde Stele, im oberen Bereich segmentbogige Bildnische mit Relief des heiligen Georg, darüber eine aus Eisenblech geschmiedete Hand, 17./18. Jahrhundert | D-2-73-152-41 | Pfahl, sogenannte Eiserne Hand |

### Irnsing
| Lage                      | Objekt                                   | Beschreibung | Akten-Nr.     | Bild                                 |
| ------------------------- | ---------------------------------------- | --- | ------------- | ------------------------------------ |
| Kelsstraße 20 (Standort)  | Bauernhaus                               | Zweigeschossiger Satteldachbau in Jura-Bauweise mit Kalkplattendach, um Mitte 19. Jahrhundert | D-2-73-152-43 | BW                                   |
| Kelsstraße 38 (Standort)  | Wohnhaus, ehemaliges Brauereigebäude     | Wuchtiger dreigeschossiger Satteldachbau, traufseitig mit segmentbogigen Lanzettfenstern, bezeichnet „1878“ Rückgebäude, zweigeschossig mit Satteldach, 19. Jahrhundert, weitläufige Kelleranlage Anschließend Torbogen | D-2-73-152-44 | Wohnhaus, ehemaliges Brauereigebäude |
| Kelsstraße 59 (Standort)  | Katholische Expositurkirche Mariä Geburt | Saalkirche mit Satteldach und eingezogenem Rechteckchor, Chorturm mit Spitzhelm, frühgotisch, um 1300, im 18. Jahrhundert barockisiert, Turmaufbau und Langhauserweiterung 1858; mit Ausstattung Friedhofsbefestigung, mittelalterliche Mauern, romanisches Friedhofstor Kapelle St. Michael, doppelgeschossiger Satteldachbau über unregelmäßigem Grundriss, 14. Jahrhundert; mit Ausstattung; neben dem Friedhofstor | D-2-73-152-45 | weitere Bilder                       |
| Schloßstraße 1 (Standort) | Ehemaliges Schloss                       | Dreigeschossiger Krüppelwalmbau mit Konsolgesims und Portalrahmung, Aufzugsgaube zur östlichen Traufseite, 17. Jahrhundert Zweiflügeliger zweigeschossiger Stadel mit Krüppelwalmdach, wohl 18. Jahrhundert | D-2-73-152-46 | weitere Bilder                       |

### Marching
| Lage                           | Objekt                                                                   | Beschreibung | Akten-Nr.     | Bild           |
| ------------------------------ | ------------------------------------------------------------------------ | --- | ------------- | -------------- |
| Am Eichelberg (Standort)       | Wegkapelle                                                               | Kleiner Satteldachbau mit halbrundem Schluss, mit Eckrustizierung, 19. Jahrhundert | D-2-73-152-50 | BW             |
| Sankt-Hypolit-Weg (Standort)   | Rest eines Rundturms, sogenannter Feiglturm, zur ehemaligen Burg gehörig | Bruchsteinmauerwerk, 14. Jahrhundert | D-2-73-152-48 | weitere Bilder |
| Sankt-Hypolit-Weg 1 (Standort) | Katholische Kirche Unserer Lieben Frau                                   | Saalkirche mit Satteldach und eingezogenem Rechteckchor, barock über mittelalterlichem Kern, Chorturm mit Spitzhelm, um 1600, neuromanisch verändert, wohl um 1900; mit Ausstattung Seelenkapelle, Steildachbau, traufseitig mit liegendem Ovalfenster, 16. Jahrhundert Friedhofsbefestigung aus Bruchsteinmauern, wohl spätmittelalterlich | D-2-73-152-47 | weitere Bilder |

### Mauern
| Lage                               | Objekt                                           | Beschreibung | Akten-Nr.     | Bild           |
| ---------------------------------- | ------------------------------------------------ | --- | ------------- | -------------- |
| Dr.-Schnittmann-Ring 11 (Standort) | Katholische Wallfahrtskirche Unserer Lieben Frau | Saalkirche mit Steildach und eingezogenem Rechteckchor, Chorturm mit Spitzhelm, romanisch, obere Teile 17. Jahrhundert, Langhaus erste Hälfte 17. Jahrhundert; mit Ausstattung Kirchhofmauer, barock Seelenkapelle, Satteldachbau mit barocken Ovalfenstern, 1721 | D-2-73-152-52 | weitere Bilder |

### Mühlhausen
| Lage                                 | Objekt                               | Beschreibung | Akten-Nr.     | Bild                   |
| ------------------------------------ | ------------------------------------ | --- | ------------- | ---------------------- |
| Geibenstettener Straße 16 (Standort) | Turm der ehemaligen Kirche St. Vitus | Über quadratischem Grundriss, mit Pyramidendach und Schlitzfenstern, romanisch, Dachwerk von 1965 | D-2-73-152-54 | weitere Bilder         |
| Siegenburger Straße 37 (Standort)    | Katholische Kirche St. Jakob         | Saalkirche mit Steildach und eingezogenem Rechteckchor, mit Chorturm, romanisch, Turm spätgotisch und 1718 erhöht, Langhaus barockisiert; mit Ausstattung | D-2-73-152-55 | weitere Bilder         |
| Siegenburger Straße 51 (Standort)    | Bauernhof, Wohngebäude               | Zweigeschossiger Walmdachbau mit neobarocker Fassadengestaltung und Schweifgiebel, um 1900 Stallstadel, im Dachraum ehemalige Hopfendarre, Steilsatteldachbau mit korbbogigen Torbögen nach Westen, aus Bruchstein- und Ziegelmauerwerk, erste Hälfte 19. Jahrhundert | D-2-73-152-68 | Bauernhof, Wohngebäude |
| Siegenburger Straße 60 (Standort)    | Antoniuskapelle                      | Saalbau mit Steildach, dreiseitig geschlossen, mit spitzbogigen Fenstern und gestuften Strebepfeilern, neugotisch, um 1879; mit Ausstattung | D-2-73-152-56 | weitere Bilder         |

### Niederulrain
| Lage                     | Objekt                               | Beschreibung | Akten-Nr.     | Bild           |
| ------------------------ | ------------------------------------ | --- | ------------- | -------------- |
| Dorfstraße 12 (Standort) | Katholische Kirche Mariä Heimsuchung | Saalkirche mit Steildach und dreiseitig geschlossenem Chor, polygonaler Giebelreiter mit Zwiebelhaube, romanisch, Chor um 1600 erneuert, Ausbau des Langhauses im 17./18. Jahrhundert; mit Ausstattung Kirchhofummauerung, wohl 18. Jahrhundert | D-2-73-152-57 | weitere Bilder |

### Oberulrain
| Lage                             | Objekt                          | Beschreibung | Akten-Nr.     | Bild           |
| -------------------------------- | ------------------------------- | --- | ------------- | -------------- |
| Abensberger Straße 13 (Standort) | Katholische Kirche St. Achatius | Saalkirche mit Satteldach und eingezogenem Rechteckchor, Chorturm mit Knickhelm, spätromanisch, 12./13. Jahrhundert, Turm wohl im späten 16. Jahrhundert erhöht; mit Ausstattung | D-2-73-152-58 | weitere Bilder |

### Schwaig
| Lage                      | Objekt                       | Beschreibung | Akten-Nr.     | Bild           |
| ------------------------- | ---------------------------- | --- | ------------- | -------------- |
| Kirchstraße 22 (Standort) | Katholische Kirche St. Georg | Saalkirche mit Satteldach und eingezogenem Rechteckchor, Chorturm mit Spitzhelm, Langhaus traufseitig in sichtbarem Natursteinmauerwerk, spätes 12./frühes 13. Jahrhundert, barockisiert, Turmabschluss wohl 19. Jahrhundert; mit Ausstattung Kirchhofmauer, wohl 19. Jahrhundert | D-2-73-152-60 | weitere Bilder |

### Sittling
| Lage                    | Objekt                                     | Beschreibung | Akten-Nr.     | Bild                  |
| ----------------------- | ------------------------------------------ | --- | ------------- | --------------------- |
| Sittling 200 (Standort) | Katholische Kirche St. Ulrich und Wolfgang | Saalkirche mit Steildach und quadratischem Chor in Verlängerung des Langhauses, Chorturm mit Spitzhelm, romanisch, Anfang 13. Jahrhundert, Turm im 17./18. Jahrhundert um das Oktogon erhöht, Spitzhelm wohl 19. Jahrhundert; mit Ausstattung | D-2-73-152-61 | weitere Bilder        |
| Sittling 202 (Standort) | Bauernhaus                                 | Erdgeschossiger Flachsatteldachbau, in Jura-Bauweise mit Kalkplattendach, 18. Jahrhundert; Stallstadel, eingeschossiger Greddachbau mit segmentbogigen Toreinfahrten, Bruchsteinmauerwerk mit Ziegelstein, 19. Jahrhundert                    | D-2-73-152-64 | Bauernhaus            |
| Sittling 210 (Standort) | Dreiseithof, Wohnhaus                      | Erdgeschossiger Flachsatteldachbau, in Jura-Bauweise mit Kalkplattendach, um Mitte 19. Jahrhundert Stadel, eingeschossiger Satteldachbau mit korbbogigen Toreinfahrten, 1854 Schuppen, kleiner Greddachbau, wohl Mitte 19. Jahrhundert        | D-2-73-152-63 | Dreiseithof, Wohnhaus |

### Umbertshausen
| Lage                        | Objekt        | Beschreibung | Akten-Nr.     | Bild           |
| --------------------------- | ------------- | --- | ------------- | -------------- |
| In Umbertshausen (Standort) | Privatkapelle | Saalbau mit Satteldach und eingezogener Chorapsis, mit ädikulaartiger Vorhalle, wuchtiger Dachreiter mit Spitzhelm, bezeichnet „1903“ | D-2-73-152-66 | weitere Bilder |

### Wöhr
| Lage                           | Objekt                                              | Beschreibung                             | Akten-Nr.     | Bild           |
| ------------------------------ | --------------------------------------------------- | ---------------------------------------- | ------------- | -------------- |
| Alte Donaustraße 13 (Standort) | Katholische Kapelle Unserer Lieben Frau im Eichreis | Kleiner Barockbau, 1759; mit Ausstattung | D-2-73-152-67 | weitere Bilder |

## Ehemalige Baudenkmäler
In diesem Abschnitt sind Objekte aufgeführt, die früher einmal in der Denkmalliste eingetragen waren, jetzt aber nicht mehr. Objekte, die in anderem Zusammenhang – also z. B. als Teil eines Baudenkmals – weiter eingetragen sind, sollen hier nicht aufgeführt werden. Aktennummern in diesem Abschnitt sind ehemalige, jetzt nicht mehr gültige Aktennummern.

| Lage                                                            | Objekt                           | Beschreibung | Akten-Nr.     | Bild        |
| --------------------------------------------------------------- | -------------------------------- | --- | ------------- | ----------- |
| Neustadt Albrecht-Rindsmaul-Straße 2, in der Fassade (Standort) | Wappenstein                      | 1615 | D-2-73-152-1  | Wappenstein |
| Neustadt Herzog-Ludwig-Straße 16 (Standort)                     | Wohn- und Geschäftshaus          | Zweigeschossiger traufständiger Satteldachbau mit vertreppender Fassade, eingeschossiger Kastenerker mit Schleppdach, im Kern 17./18. Jahrhundert | D-2-73-152-10 | BW          |
| Marching Beilngrieser Straße 27 (Standort)                      | Kleiner Bauernhof, Wohnstallhaus | Erdgeschossig, mit Greddach, um Mitte 19. Jahrhundert                                                                                             | D-2-73-152-49 | BW          |
| Sittling alte Haus-Nr. 19 (Standort)                            | Bauernhof in Hakenform; Wohnhaus | Erdgeschossig, mit Greddach, um Mitte 19. Jahrhundert                                                                                             | D-2-73-152-65 | BW          |

## Abgegangene Baudenkmäler
In diesem Abschnitt sind Objekte aufgeführt, die früher einmal in der Denkmalliste eingetragen waren, jetzt aber nicht mehr existieren, z. B. weil sie abgebrochen wurden. Aktennummern in diesem Abschnitt sind ehemalige, jetzt nicht mehr gültige Aktennummern.

| Lage                             | Objekt        | Beschreibung | Akten-Nr.     | Bild          |
| -------------------------------- | ------------- | --- | ------------- | ------------- |
| Sittling Sittling 225 (Standort) | Wohnstallhaus | Eingeschossiger Greddachbau mit Putzstreifengliederung und kleinen gotisierenden Vierpassfenstern im Giebel, Bruchsteinmauerwerk, drittes Viertel 19. Jahrhundert | D-2-73-152-62 | Wohnstallhaus |